# Amateurliga Berlin 1962/63
In 1962/63 werd het dertiende voetbalkampioenschap gespeeld van de Amateurliga Berlin. Het was de hoogste amateurklasse voor clubs uit West-Berlijn. Het was de laatste keer dat de competitie als tweede divisie fungeerde. Na de invoering van de Bundesliga na dit seizoen werd de Berliner Stadtliga de nieuwe tweede divisie als Regionalliga Berlin. De Amateurliga werd nu de derde hoogste divisie. 
SpVgg Blau-Weiß 1890 nam namens Berlijn deel aan het Duits amateurvoetbalkampioenschap.

## Eindstand
| Plaatsa | Club                            | Wed. | Saldo | Ptn.  |
| ------- | ------------------------------- | ---- | ----- | ----- |
| 1.      | SpVgg Blau-Weiß 1890 Berlin     | 30   | 75:21 | 48:12 |
| 2.      | SC Union 06 Berlin              | 30   | 69:36 | 43:17 |
| 3.      | Reinickendorfer Füchse          | 30   | 64:40 | 42:18 |
| 4.      | SC Staaken                      | 30   | 49:39 | 40:20 |
| 5.      | BFC Nordstern                   | 30   | 78:54 | 37:23 |
| 6.      | BSC Kickers 1900                | 30   | 51:44 | 34:26 |
| 7.      | Lichterfelder SU                | 30   | 75:67 | 31:29 |
| 8.      | Tennis Borussia Berlin Amateure | 30   | 51:52 | 27:33 |
| 9.      | VfL Nord Berlin                 | 30   | 64:70 | 27:33 |
| 10.     | VfB Hermsdorf                   | 30   | 48:53 | 26:34 |
| 11.     | SpVgg Hellas-Nordwest 04        | 30   | 38:47 | 26:34 |
| 12.     | SC Rapide Wedding 1893          | 30   | 40:51 | 25:35 |
| 13.     | SC Minerva 93 Berlin            | 30   | 42:58 | 25:35 |
| 14.     | SC Charlottenburg               | 30   | 44:71 | 23:37 |
| 15.     | Berliner FC Alemannia 1890      | 30   | 37:71 | 16:44 |
| 16.     | TSV Rudow 1888                  | 30   | 28:79 | 10:50 |

|  | Promotie   |
|  | Degradatie |